# Городское поселение город Лукоянов
Городско́е поселе́ние город Лукоянов — муниципальное образование в Лукояновском районе Нижегородской области Российской Федерации.
Административный центр — город Лукоянов.

## История
Статус и границы городского поселения установлены Законом Нижегородской области от 15 июня 2004 года № 60-З «О наделении муниципальных образований - городов, рабочих посёлков и сельсоветов Нижегородской области статусом городского, сельского поселения».

## Население
| 2002    | 2008    | 2009    | 2010    | 2011    | 2012    | 2013    |
| ------- | ------- | ------- | ------- | ------- | ------- | ------- |
| 16 275  | ↘12 449 | ↘12 360 | ↗15 904 | ↘15 876 | ↘15 714 | ↘15 499 |
| 2014    | 2015    | 2016    | 2017    | 2018    | 2019    | 2020    |
| ↘15 190 | ↘15 151 | ↗15 198 | ↘15 084 | ↘15 048 | ↘14 836 | ↘14 671 |
| 2021    |         |         |         |         |         |         |
| ↘13 535 |         |         |         |         |         |         |

## Состав городского поселения
| № | Населённый пункт | Тип населённого пункта        | Население |
| - | ---------------- | ----------------------------- | --------- |
| 1 | Лукоянов         | город, административный центр | ↘12 652   |
| 2 | Ульяново         | село                          | ↘883      |